# Râul Valea Aurului
Râul Valea Aurului (numit și Râul Aurul sau râul Tărpia) este un curs de apă, afluent al râului Rosua. 

## Hărți
- Harta județului Bistrița